# تسلیم شو!
تسلیم شو! (به انگلیسی: !Cry Uncle) که در انگلستان با عنوان خل‌وضع آمریکایی شناخته شده است یک فیلم سینمایی آمریکایی محصول سال ۱۹۷۱ میلادی به کارگردانی جان جی. آویلدسن و بازیگر اصلی فیلم آلن گارفیلد است. 